# Marcali
Marcali é uma cidade da Hungria, situada no condado de Somogy. Tem 104,4 km² de área e sua população em 2019 foi estimada em 11.169 habitantes.